# Lotten Rönquist
Charlotta (Lotten) Sofia Rönquist, född 1 juli 1864 i Uddevalla, död den 14 maj 1912, var en svensk målare. I hennes produktion finns bilder från både Sverige och kontinenten. Främst verkade hon i Stockholm.

## Biografi
Lotten Rönquists far var lasarettsläkare. Hon studerade vid Eve Rodhes skola i Uddevalla och sedan vid Tekniska skolan i Stockholm 1880–84 och vid Konstakademin 1884–1890.
Bland studiekamraterna vid Akademin finner man bland annat Gottfrid Kallstenius, Gerda Roosval-Kallstenius, Anton Genberg, Anshelm Schultzberg, Carl Johansson, Verner Åkerman, Carl Flodman, Carolina Benedicks-Bruce, Ida Gisiko-Spärck, Hanna Pauli och Hilma af Klint. Under försommaren 1886 deltog Rönquist i en konstnärsexkursion till Kungsör som leddes av akademiprofessorn Per Daniel Holm. Hon hade då sällskap av ett flertal av ovanstående studiekamrater.
I slutet av 1890-talet och början av 1900-talet, åtminstone fram till 1907, delade Lotten Rönquist ateljé med Hilma af Klint och Alma Arnell i det så kallade "Ateljébyggnaden", som Kungl. Konstakademin ägde på Hamngatan 5, i korsningen mellan Hamngatan och Kungsträdgården. Fastigheten var dåtidens kulturella centrum i Stockholm. I samma byggnad låg även Blanchs Café och Blanchs konstsalong, där striden stod mellan Kungl. Konstakademins konventionella konstsyn och Konstnärsförbundets franskinspirerade oppositionsrörelse.
Efter tiden vid Konstakademin studerade hon i Frankrike där hon bland annat målade Tvätterskor. Under 1892 verkade hon i konstnärskolonin Grèz-sur-Loing där även kamrater såsom Gottfrid Kallstenius, Gerda Roosval-Kallstenius, Waldemar Nyström, Carolina Benedicks-Bruce och William Blair Bruce vistades vid denna tid. I Kallstenius målning som (inkorrekt) titulerats Friluftsmålarinnorna (1892) finns Rönquist avbildad vid sitt staffli i ett av traktens vallmofält. Vid sin sida har hon Roosval-Kallstenius och Waldemar Nyström.
Efter tiden i Frankrike reste Rönquist till Italien där hon arbetade och studerade i fem år. Bland annat utförde hon målningen Romerska modeller i diskreta färger. Hon målade även porträtt i miniatyr, interiörer, landskap och stilleben.
Under sina sista femton levnadsår utförde hon flera monumentalmålningar för hotell, slott och kyrkor. På Grand Hôtel i Stockholm finns ett antal stora målningar bevarade i den så kallade Vinterträdgården.
Övriga offentliga utsmyckningar är målningar i Skogs kyrka i Hälsingland, turisthotellen i Rättvik och Storvik samt i Myrö respektive Steninge slott. Vidare har hon arbetat med motiv från Väddö, Visby, Härnösand, Uddevalla, Lidingö och Dalarna. Bland dessa verk märks Ett Härbre i Härnösand, Bakgården, Den gamla trappan, Gammalgård i Uddevalla, Stuginteriör från Väddö, Interiör från Dalarna och Gårdsinteriör från Lidingö. Hon utförde även kartongen till en hautelissetapet, som kom att vävas av Handarbetets Vänner och skänkas av Sveriges landshövdingsfruar till Drottning Viktoria. Rönquist illustrerade även sagoboken Sommarby och Vinterskär som utgavs 1907.
Rönquist var medlem av Svenska konstnärernas förening, i vars utställningar hon deltog ett tiotal gånger från 1886. Hon deltog vidare i bland annat utställningar anordnade av Konstnärsföreningen för södra Sverige.
I samband med att Rönquist lade sin sista hand på en altartavla för Gudmundrå kyrka i Ångermanland 1912 drabbades hon av en svår influensa, varefter hon avled i lunginflammation. Rönquist var då endast 48 år gammal och i full karriär.
Minnesutställning hölls på Salong Joël i Stockholm 1912.
Lotten Rönquist finns representerad vid Nationalmuseum med bland annat Ateljéinteriör (1892), Sydländskt vårlandskap (1892) och Motiv från Bagnaia i Italien (1910), Göteborgs Konstmuseum med ett landskap från Väddö kanal, Sörmlands, Linköpings och Uddevallas museer samt vid Konstakademin med målningarna Den gamla gränden och Stuga från Bohuslän.

## Bildgalleri

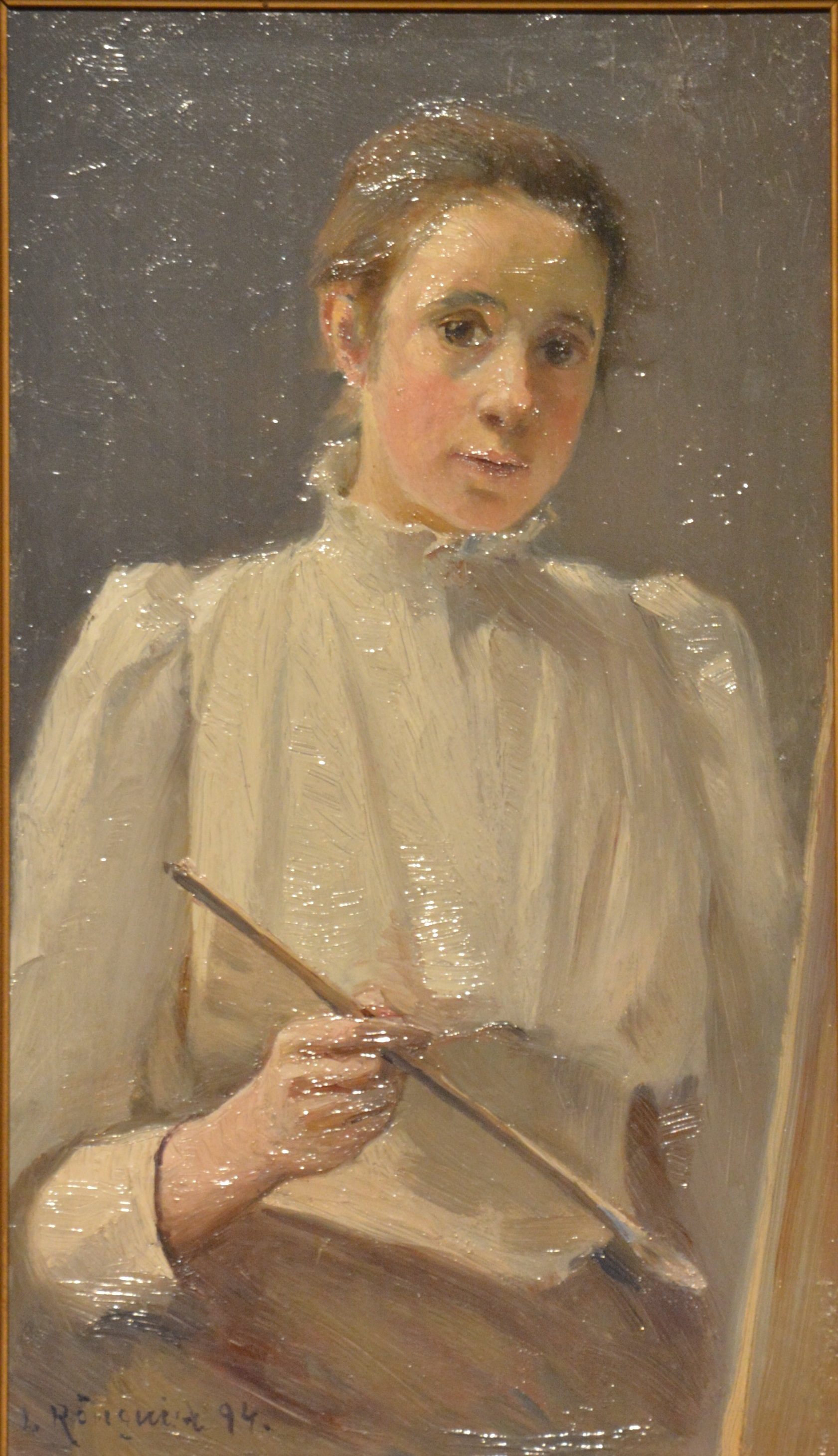
Självporträtt, 1894
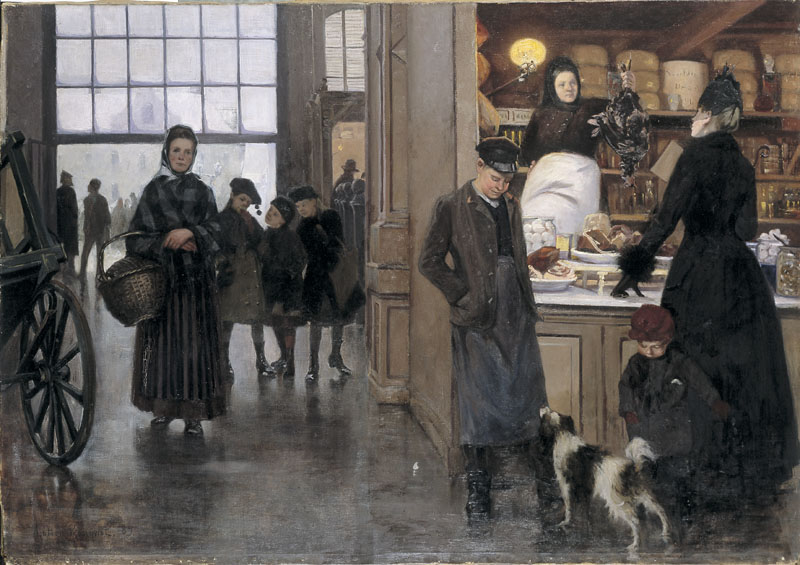
Hötorgshallen, 1889
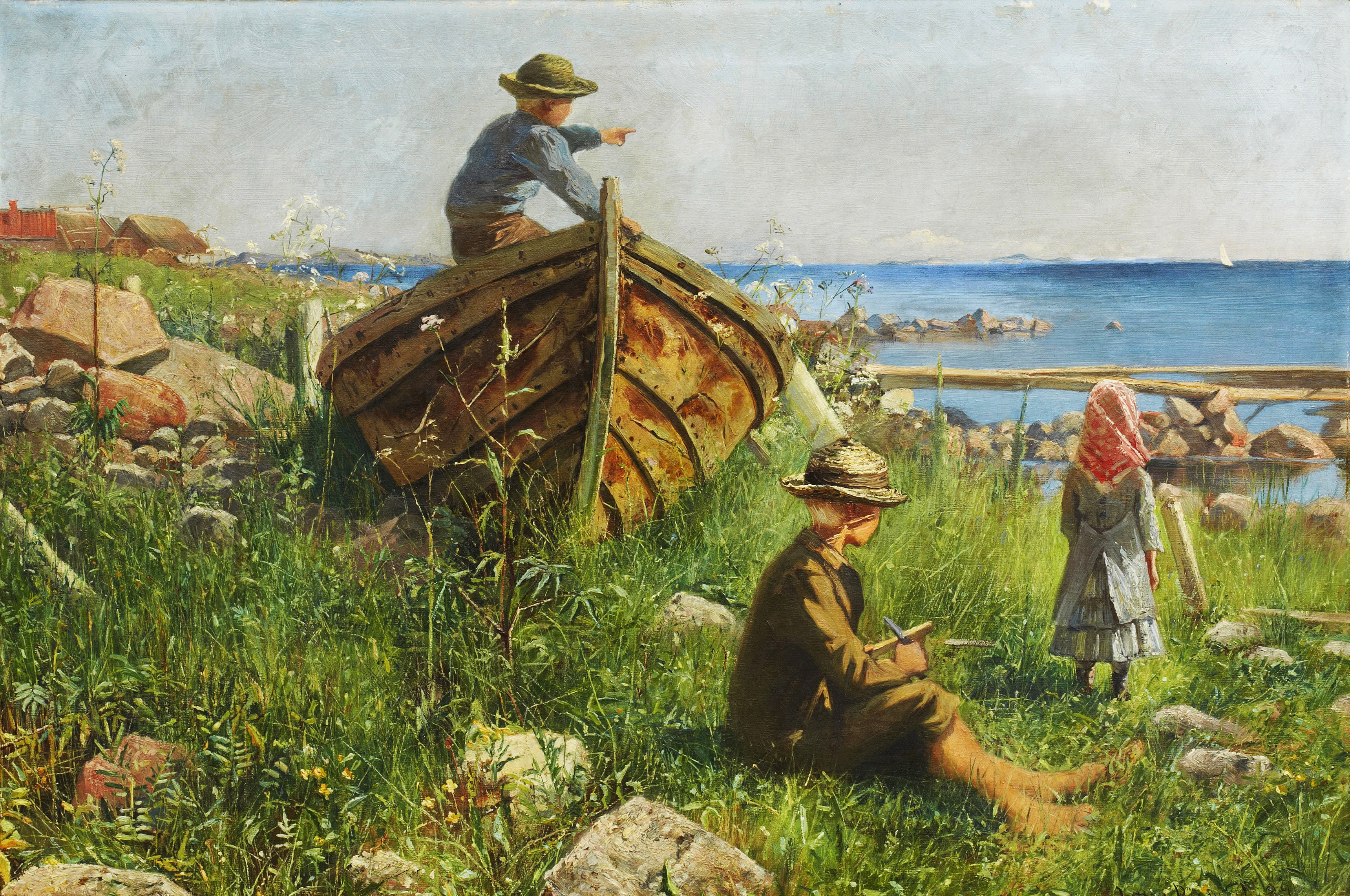
Bohuslänskt skärgårdslandskap, 1899
Ateljéinteriör,1892
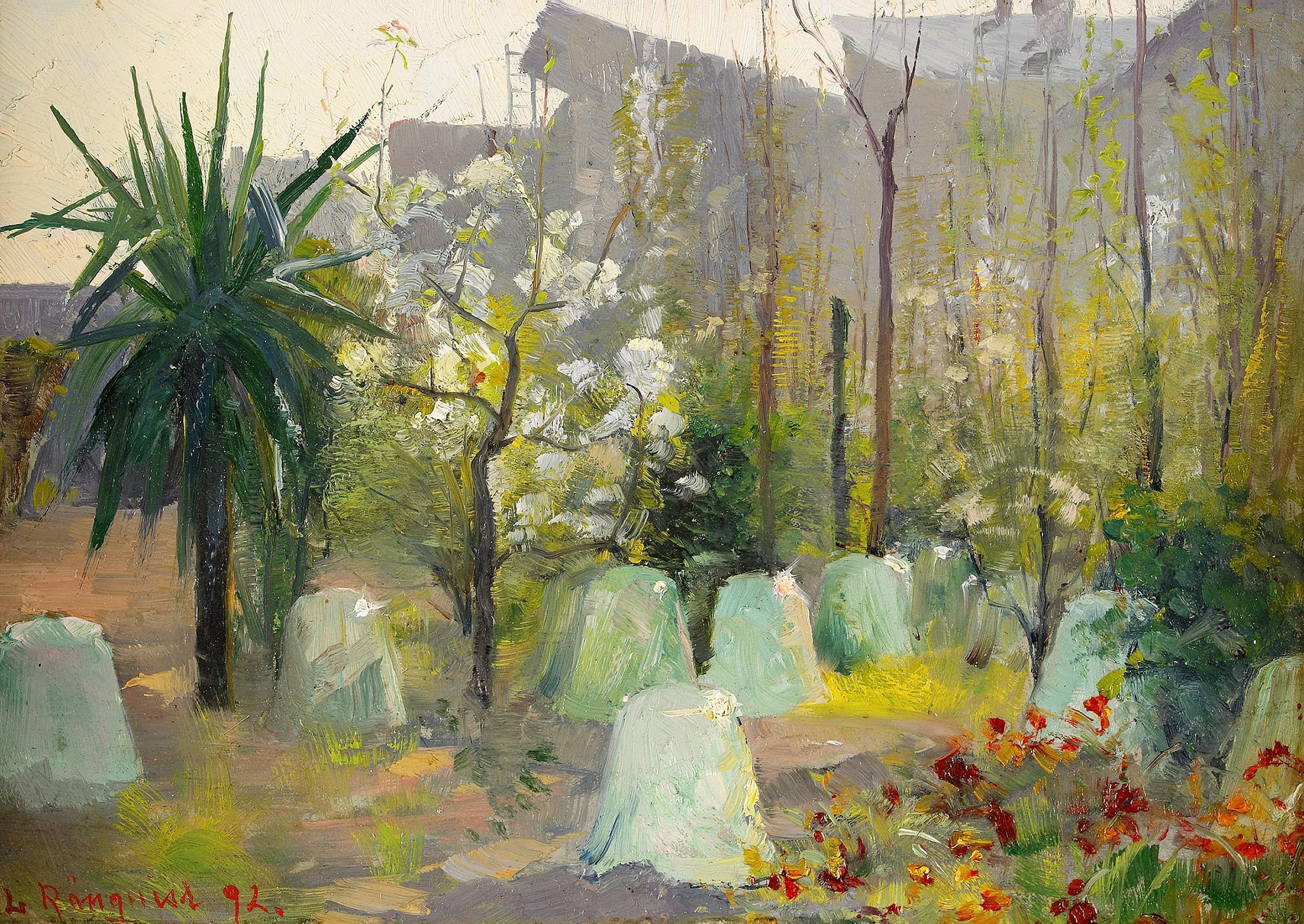
Sydländskt vårlandskap, 1892
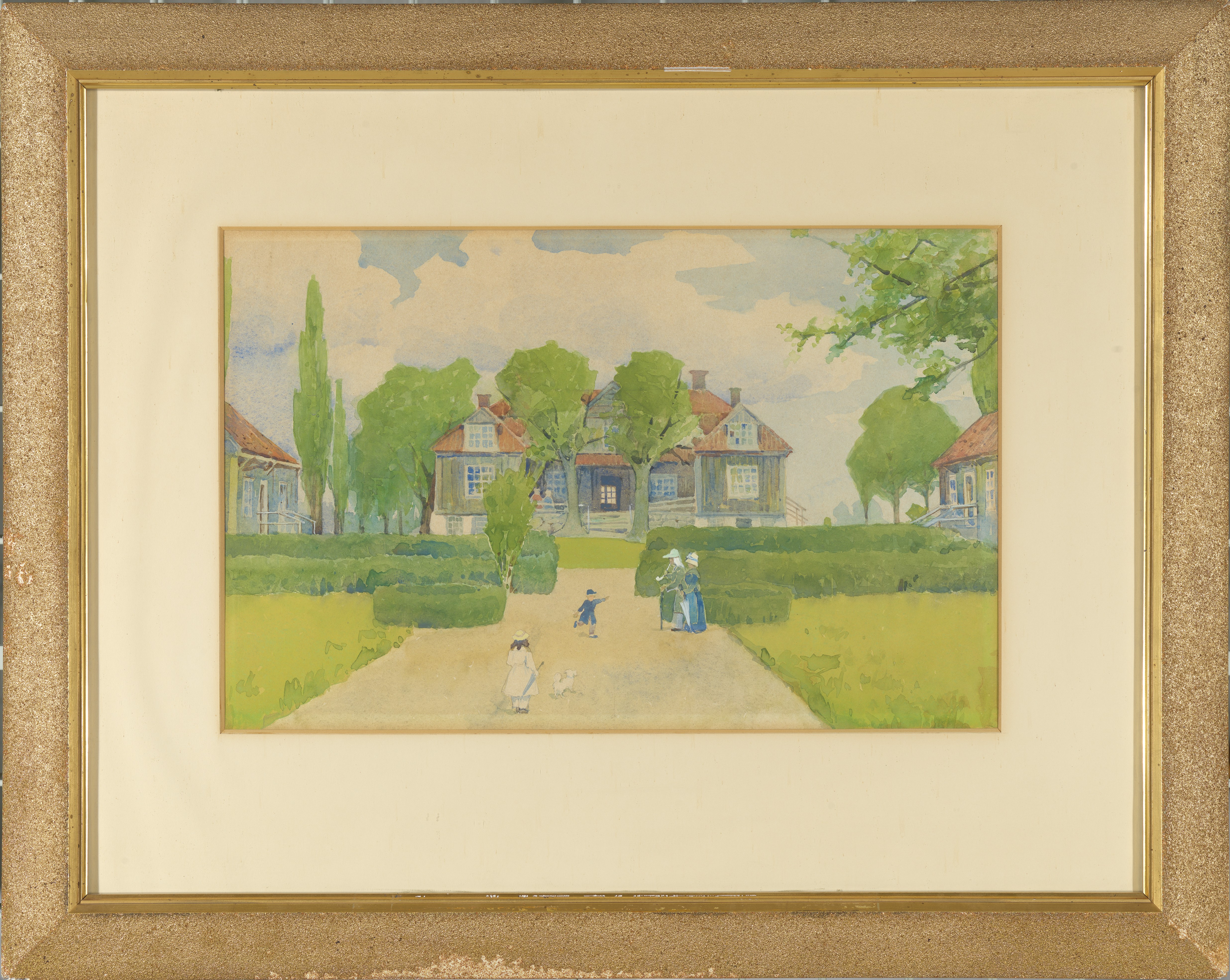
Näsby säteri